# Hồn ma Greenbrier

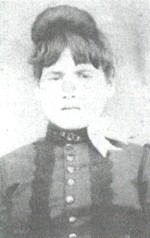
Zona Heaster Shue, nạn nhân vụ giết người

Hồn ma Greenbrier (tiếng Anh: The Greenbrier Ghost) là cái tên phổ biến được đặt cho vụ án nổi tiếng tìm được hung thủ nhờ hồn ma của nạn nhân - Elva Zona Heaster tố cáo về cái chết của mình và gọi tên kẻ giết người ở ngoại ô Quận Greenbrier, West Virginia, Hoa Kỳ. Bang West Virginia đã dựng một bảng tưởng niệm trên đại lộ Route 60 gần Nghĩa trang Giám lý Nhà nguyện Soule (Soule Chapel Methodist) nơi cô được chôn cất. Ngày nay, địa điểm này trở thành một nơi du lịch tâm linh nổi tiếng. Nội dung tấm bảng như sau:
| “ | Interred in nearby cemetery is Zona Heaster Shue. Her death in 1897 was presumed natural until her spirit appeared to her mother to describe how she was killed by her husband Edward. Autopsy on the exhumed body verified the apparition's account. Edward, found guilty of murder, was sentenced to the state prison. Only known case in which testimony from a ghost helped convict a murderer | ” |

Tạm dịch: Được an táng trong nghĩa trang gần đây là Zona Heaster Shue. Cái chết của cô vào năm 1897 được cho là tự nhiên cho đến khi linh hồn của cô xuất hiện để mô tả việc cô bị giết bởi chồng mình là Edward với mẹ cô. Khám nghiệm tử thi trên cơ thể được khai quật đã xác minh sự thật. Edward, bị kết tội giết người, bị kết án vào nhà tù tiểu bang. Trường hợp duy nhất được biết đến trong đó lời khai từ một hồn ma giúp kết tội kẻ giết người.

## Cái chết bất ngờ
Elva Zona Heaster, nạn nhân vụ giết người được sinh ra tại ngoại ô Quận Greenbrier vào khoảng năm 1873. Cô đã có một đứa con ngoài giá thú năm 1895. Tháng 10 năm 1896, Zona gặp gỡ Erasmus Stribling Trout Shue, thường gọi là Edward, một người chuyển đến Greenbrier để tìm cuộc sống mới, sống bằng nghề thợ rèn. Hai người yêu nhau và đi đến hôn nhân, bất chấp sự phản đối kịch liệt của mẹ Zona là bà Mary Jane Heaster.
Ngày 23 tháng 1 năm 1897, chỉ ba tháng sau đám cưới, thi thể của Zona đã được phát hiện ngay trong nhà, dưới chân cầu thang bởi cậu bé Người Mỹ gốc Phi 11 tuổi Anderson Jones được Edward thuê đến nhà hắn làm vài việc giúp bà Zona. Phải hơn một giờ sau, cảnh sát điều tra kiêm bác sĩ địa phương, tiến sĩ George W. Knapp mới có mặt tại hiện trường.
Trước khi cảnh sát đến, Edward đã vác thi thể Zona lên lầu, đặt cô nằm trên giường. Trái với phong tục địa phương, anh ta tự tay thay quần áo cho vợ. Edward mặc cho vợ một chiếc váy dạ hội lộng lẫy với cổ áo cao và cứng, kèm theo một tấm mạng che mặt và cổ cô. Bác sĩ Knapp đã tiến hành kiểm tra cơ thể nạn nhân để xác định nguyên nhân cái chết. Ông chú ý đến những vết thâm tím trên cổ nạn nhân nhưng không thể khám xét kĩ hơn vì Edward phản ứng rất dữ dội, nhất quyết ôm chặt vợ và yêu cầu để cho vợ được yên nghỉ trong thanh thản. Trước sự đau thương quá đỗi đó, bác sĩ chỉ có thể khám nghiệm qua loa và ban đầu kết luận chết do suy nhược trầm trọng. Nhưng vài tuần trước khi Zona qua đời, Knapp có giúp cô chữa trị một số "vấn đề phụ nữ", nên nguyên nhân cái chết được thay đổi thành "Biến chứng của thai kỳ".
Zona được chôn cất vào ngày 24 tháng 1 năm 1897, tại nghĩa trang địa phương ngày nay được gọi là Nghĩa trang Giám lý Nhà nguyện Soule.

## Hồn ma báo mộng
Sau khi Zona được chôn cất, bà Mary vẫn tin chắc con mình bị sát hại. Bà nghĩ rằng chỉ có Zona có thể nói ra những gì đã xảy ra. Thế nên bà bắt đầu cầu nguyện rằng Zona sẽ trở về từ cõi chết để giải thích về cái chết bất ngờ và kì lạ ấy. Bà đã cầu nguyện mỗi đêm trong bốn tuần liên tiếp và điều kì diệu đã xảy ra. Vào một buổi tối, khi bà Mary thắp đèn dầu và nến để cầu nguyện thì xuất hiện một quầng sáng trắng. Zona xuất hiện và muốn nói chuyện với bà nhưng còn do dự, và Zona đã không ở lại lâu. Hôm sau, bà Mary Jane tiếp tục cầu nguyện và ba đêm tiếp theo, Zona vẫn xuất hiện và thậm chí còn kể cho mẹ nghe về câu chuyện của mình. Zona kể chồng cô là một kẻ tàn ác và đã đánh đập cô rất nhiều. Vào buổi tối trước khi chết, chồng cô trở về nhà và nổi cơn thịnh nộ khi cô không nấu thịt cho bữa tối. Trong khi cô đã chuẩn bị bữa tối chu đáo với nhiều món khác như bánh mì, bơ, nước sốt táo, mứt trái cây. Anh ta giận dữ đi về phía cô, nắm chặt đầu cô trong hai bàn tay và vặn gãy cổ cô. Như để chứng minh, hồn ma Zona từ từ xoay đầu lại quay hẳn về phía sau.

## Khai quật và khám nghiệm tử thi
Sau cuộc gặp gỡ kì lạ, bà Mary Jane đã tìm gặp công tố viên địa phương là ông John Alfred Preston để thuyết phục ông điều tra lại cái chết của con gái. Bà khẳng định đó không phải là một giấc mơ và hoàn toàn tỉnh táo. Mặc dù không thể mở lại vụ án vì một câu chuyện ma, hơn nữa chứng cứ bà đưa ra thiếu khoa học và đầy mê tín nhưng trước sự nài nỉ của bà Mary và áp lực dư luận từ những người dân trong thị trấn, Công tố viên đã miễn cưỡng tiến hành điều tra lại vụ án. Khi ông nói chuyện với tiến sĩ Knapp, người khám nghiệm thi thể Zona trước đây, nghi vấn về những vết thâm tím trên cổ được lật lại. Và họ quyết định khai quật tử thi để khám nghiệm lại, một hành động chưa từng có ở West Virginia trước thời điểm đó.
Ngày 22 tháng 3 năm 1897, gần hai tháng sau cái chết của Zona, mộ cô đã được đào lên bất chấp sự phản đối của Edward. Cuộc khám nghiệm kéo dài hơn ba tiếng đồng hồ với những phương pháp hiện đại và khoa học nhất. Và nguyên nhân thực sự của cái chết đã được tìm ra: cổ Zona đã bị bẻ gãy, khớp giữa đốt sống đầu tiên và thứ hai bị trật, khí quản bị nát chứng tỏ cô đã bị bóp cổ cho đến chết.

## Xét xử và kết án
Từ kết quả khám nghiệm này, Edward đã bị bắt vì tội giết người có chủ đích. Trong khi chờ xét xử, hắn bị giam tại một nhà tù ở Lewisburg trên đường Washington. Trong khi điều tra hồ sơ của Edward, cảnh sát đã tìm thấy nhiều tình tiết khả nghi. Edward là người có tính khí nóng nảy. Hắn đã nhiều lần hành hung người vợ đầu và đuổi cô ta ra khỏi nhà. Người vợ đầu này đã ly hôn trong khi Edward bị giam trong tù vì tội ăn cắp ngựa. Người vợ thứ hai của hắn cũng chết một cách đầy bất ngờ và bí ẩn chỉ sau ngày cưới một năm với một vết thương trên đầu mà hắn ta giải thích người vợ này đã bị ngã và đập đầu vào một tảng đá.
Phiên tòa bắt đầu vào ngày 22 tháng 6 năm 1897, Edward hết sức bình tĩnh khi nghĩ rằng không thể kết tội hắn đã giết Zona vì không có chứng cứ. Khi tiến hành xét xử, mẹ Zona được gọi lên làm chứng. Bà kể lại câu chuyện hồn ma của Zona đã xuất hiện và gọi tên kẻ giết cô. Trong quá trình thẩm vấn, Edward một mực phủ nhận những cáo buộc về tội giết người nhưng chính những lời khai, hành vi, thái độ của anh ta đã trở thành bằng chứng xác thực tội giết người. Thông thường một phán quyết như thế sẽ dẫn đến án tử hình nhưng do tính chất gián tiếp của các bằng chứng, Edward bị kết tội giết người vào ngày 11 tháng 7 năm 1987 và kết án tù chung thân. Tuy nhiên, theo các báo cáo được tiếp cận, hồn ma Greenbrier không bao giờ được công tố nhắc đến và không đóng vai trò gì trong vụ án. Một đám đông đưa anh ta khỏi nhà tù định dùng tư hình và treo cổ Edward, nhưng đám đông đã bị cảnh sát trưởng giải tán. Bốn trong số những người tổ chức đám đông sau đó đã phải đối mặt với cáo buộc vì hành động của họ.
Tháng 7 năm 1897, Edward được chuyển đến nhà tù ở Moundsville, West Virginia. Edward sống ở đây ba năm, sau đó mất vì bệnh sởi và quai bị vào ngày 13 tháng 3 năm 1900.
Sau khi vụ án kết thúc, bà Mary Jane khẳng định không còn thấy hồn ma Zona xuất hiện nữa đến khi bà mất vào tháng 9 năm 1916.

## Trong văn hóa đại chúng
Katie Letcher Lyle, một nhà văn và một nhà sử học nghiệp dư, trong cuốn sách của cô ấy The Man Who Wanted Seven Wives: The Greenbrier Ghost and the Famous Murder Mystery of 1897, đã đưa ra giải thích kết luận của mình trên tạp chí Wonderful West Virginia năm 1999, trong đó cô nói rằng Mary có thể đã bịa ra câu chuyện về hồn ma để đưa ra một lý lẽ thuyết phục để điều tra lại cái chết của con gái.
Câu chuyện đã được dựng thành các vở nhạc kịch: Zona của Jan Buttram được sản xuất vào năm 1998 bởi Greenbrier Valley Theater, nhà hát chuyên nghiệp của bang West Virginia. The Greenbrier Ghost, được viết bởi Cathey Sawyer (sách và lời) và Joe Buttram (âm nhạc). Chương trình được công chiếu lần đầu vào năm 2003 tại Nhà hát Greenbrier Valley, với các sản phẩm tiếp theo vào năm 2004, 2009 và 2013. Một bản chuyển khác của câu chuyện này là Greenbrier, 1897, được viết và biểu diễn bởi Lovewell Institute for the Creative Arts. Vở nhạc kịch ra mắt vào ngày 28 tháng 6 năm 2018 và có các buổi biểu diễn vào ngày 28 tháng 6 đến ngày 30 tháng 6 năm 2018.
The Unquiet Grave của Sharyn McCrumb được xuất bản vào ngày 12 tháng 9 năm 2017, bởi Atria Books (một tác phẩm của Simon & Schuster) và "dựa trên câu chuyện có thật về một trong những phiên tòa giết người kỳ lạ nhất trong lịch sử Hoa Kỳ - vụ án Hồn ma Greenbrier.
Trong chương trình Drunk History của kênh truyền hình Comedy Central nói về Hồn ma Greenbrier trong tập "Tin hay không" (mùa 6 tập 9).